# Хронология украинского повстанческого движения (1942)
Ниже приведён список событий, связанных с участием Организации украинских националистов, Украинской повстанческой армии и других украинских националистических организаций за 1942 год.

## События

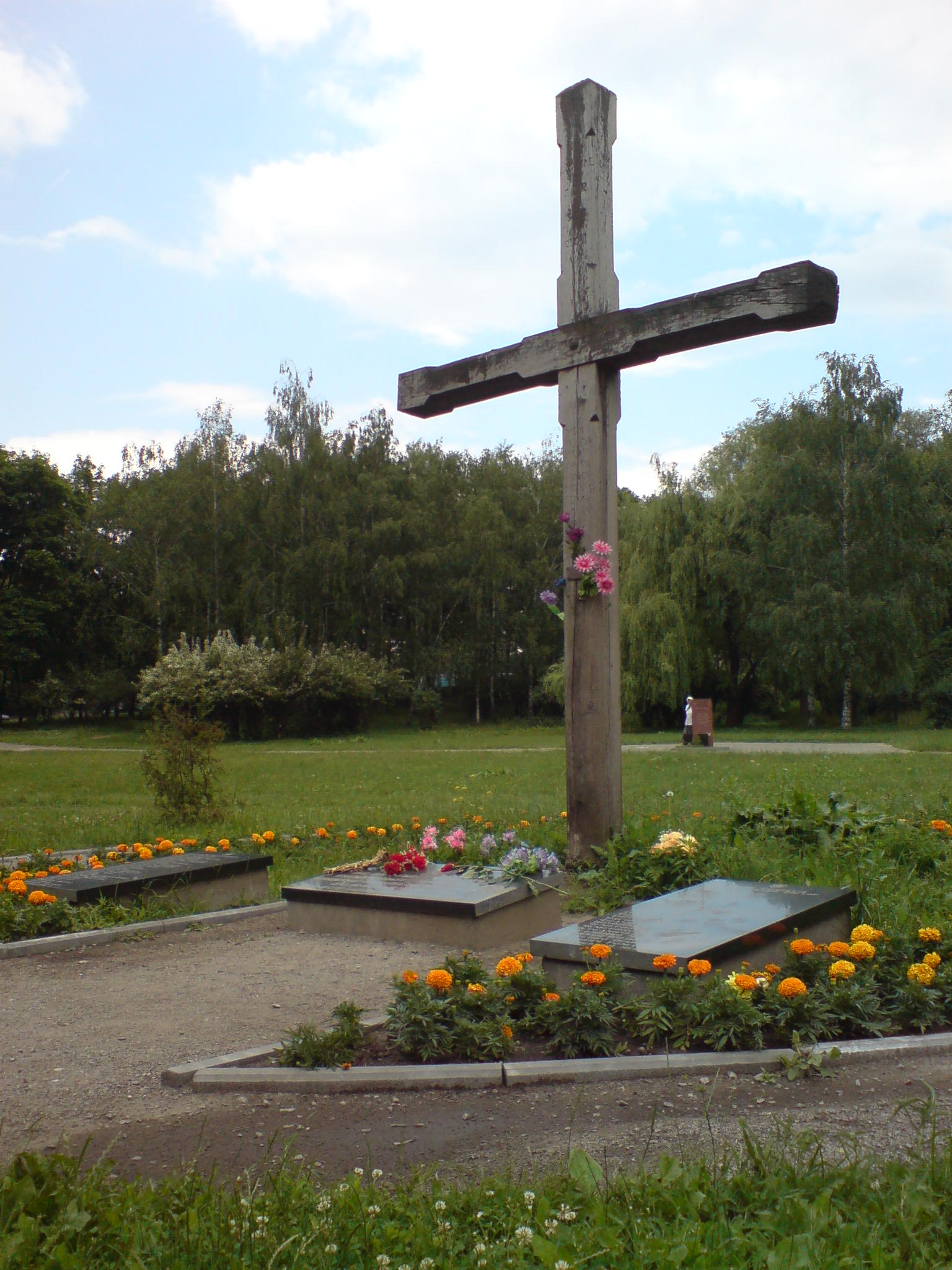
Крест в память о расстрелянных в Бабьем Яру украинских националистах

- 2 января — командующий УПА-ПС Тарас Бульба-Боровец встречался в Варшаве с президентом Совета УНР Андреем Левицким. Президент принял решение о начале антинемецкого восстания, как только вермахт дойдет до Волги. При этом ставка делалась на операции летучих бригад[1].
- 14 января — в докладе начальника и СД упоминалась группа ОУН-Бандеры, которая активно действовала в Херсоне, где на многочисленные собрания разрешенных немцами отрядов самообороны под руководством командира «Конрада» собирались до 2 тысяч лиц. Эта группа была связана из группой ОУН-Бандеры в муниципальной администрации Херсона, которую возглавлял заместитель бургомистра «Грыць»[2].
- 16 января — отчёт начальника полиции и СД, который освещает события в СССР, рассказывает о раскрытии немцами школы милиции в Клевани на территории современной Ровенской области. Следователи заключили, что школа проводила тайное обучение боевиков ОУН(б) под руководством «Остапа», который знает, где спрятано оружие, предназначенное для восстания. Также там сказано, что во время начала восстания бандеровцами запланированы подрывы мостов. Гестаповцы арестовали группу полицейских, связанных с бандеровцами[3][4].
- 22 февраля — в Киеве в Бабьем яре гестаповцы расстреляли украинскую поэтессу, писательницу и деятельницу ОУН — Елену Телигу (при девичестве Шовгенова), вместе с её мужем Михаилом Телигой. Они были арестованы 9-го февраля 1942 года в помещении Союза украинских писателей, где их уже заранее ждала засада. Утверждается, что в камере, где она находилась перед казнью на стене, была надпись сделана её рукой: «Здесь сидела и оттуда идет на расстрел Елена Телига»[5].
- 25 марта — в Кременчуге были арестованы курьеры ОУН из Полтавы, ехавшие на Краков и Львов. Множество членов ОУН-Бандеры было арестованы в Ровно, Каменце-Подольском (за распространение националистических материалов) и Виннице[6].
- 30 марта — согласно донесениям начальника полиции безопасности и СД: за связь с бандеровским подпольем арестованы бургомистр Острога, его заместитель и ещё 5 человек; сотрудниками гестапо убит при попытке бегства руководитель Житомирского областного провода Роман Марчак; главредактор ровенской газеты «Волынь» Улас Уамчук в нескольких публикациях отрицательно отозвался об оккупационной политике Германии, за что был задержан и помещён под стражу[7].
- 10 апреля; 
  - в Полтаве были арестованы бургомистр и 3 других члена ячейки ОУН-Бандеры. При этом СД было отмечено, что сам бургомистр «пропагандировал идею создания украинской армии для борьбы с немецким вермахтом»[8].
  - командующий УПА-ПС Тарас Боровец издал приказ о начале борьбы с гитлеровцами. Пять бригад повстанцев (по 100 человек в каждой) были разделены на малые опергруппы по 5–10 бойцов для проведения диверсий против путей снабжения вермахта. Отдавая такой приказ, Боровец желал показать нацистам силу своих формирований, что в дальнейшем могло бы быть использовано при проведении новых переговоров, от которых от не отказывался до конца войны[9].
- 17 апреля — в донесении начальника полиции безопасности и СД сообщалось, что в Волынской области активна партизанская группа ОУН-Бандеры: В Шепеле неизвестными был расстрелян крестьянин и ранены два его родственника. В тот же день двое вооружённых мужчин схватили полицая в Луцке и попытались повесить его с помощью ремня. Комендант шуцполиции Луцка получал письмо с угрозами расправы. Различные расследования указывали на то, что во всех случаях речь идёт о бандеровцах; были арестованы два члена ОУН-Б, которые в ходе допросов признались, что весной собирались взорвать мост и осуществлять акты саботажа. Это задание они получили от одного неизвестного из Радомышля; в деревне в 34 км севернее Кривого Рога обнаружена типографская машина, с помощью которой печатались нелегальные листовки ОУН-Бандеры[10].
- 22 мая — в донесении начальника полиции безопасности и СД сообщалось, что в районе Костополя удалось найти и захватить бандеровский склад оружия, в котором находилось 600 винтовок, 12 пулемётов, 254 000 патронов, 4000 гранат, 1200 противогазов, 20 тыс. артиллерийских снарядов и другое военное имущество. Там же было сказано, в Ровно группа Бандеры владела большим количеством фабричных зданий и жилья, где располагались нелегальные лагеря для военной подготовки оуновской милиции. Милиционеры обучались не только военному делу, но и политическому. Их настраивали против немцев и объясняли, что немцев ждали как освободителей, а они оказались угнетателями. В том же документе коротко рассказывается о «Полесской Сечи» как отдельном украинском добровольном корпусе или специальном соединении, возглавляемом неким Тарасом Бульбой (настоящая фамилия Боровец). Это формирование в ноябре 1941 г. было распущено, но Боровец «снова тайно организовал и собрал большое количество штыков»[11].
- 24—25 мая — года в Почаеве состоялась конференция ОУН-М, на которой был избран заместитель Андрей Мельника — им стал Олег Кандыба-Ольжич — и было решено взяться за формирование партизанских подразделений, с целью воевать против немцев. Конференция произошла из-за внутреннего раскола на фоне отношений к окккупантам. Андрей Мельник в тот момент настаивал на дальнейшем сотрудничестве с Третьим Рейхом и занимался рассылкой меморандумов в Берлин с подобными предложениями, однако часть деятелей ОУН-М имела другое мнение. На практике Кандыба-Ольжич после этой конференции осуществлял полную власть над организацией[12].
- 3 июля — согласно донесению начальника полиции и СД, карательные органы имели информацию о двух руководящих подпольных центрах ОУН (б) на Волыни. Один находился в Сарнах и был раскрыт, а другой в районе Горохова на границе с дистриктом Галиция. Гороховский центр немцы считали важным, поскольку оттуда шла связь в Генерал-губернаторством. Также постоянно переводили и анализировали многочисленные листовки, инструкции, приказы, изъятые при аресте членов ОУН (б) и ОУН (м). Из полученной информации становилось ясно, что украинское национальное движение активно готовится к антинемецкой борьбе[13].
- 10 июля — согласно донесению начальника полиции безопасности и СД: в Здолбуновском районе активна партизанская группа ОУН-Бандеры, занимающаяся уничтожением поляков, и скорее всего она же устроила теракт на железной дороге Львов-Киев. Удалось схватить уже 29 человек; во Владимирце арестовали помощника лесничего, подозреваемого в связях с оуновским подпольем; в Сарнах начальник биржи труда, связанный с оуновским подпольем при попытке задержания пытался сжечь шкаф с документами об ОУН[14].
- 25 июля — в Киеве на углу Фундуклеевской и Театральной улиц гестаповцами убит при попытке ареста проводник ОУН-Б в Центральной и Восточной Украине Дмитрий Мирон-«Орлик»[15].
- 31 июля — согласно донесению начальника полиции безопасности и СД, в Каменце-Подольском бандеровцы совершили нападение на вербовщиков на каторжные работы в Рейх, завербованные рабочие разбежались; во Владимирце во многих местах была наклеены листовки, призывавшие к саботажу вербовки рабочих в Германию; в Поддубцах, был взят под стражу начальник украинской шуцполиции, потому что подозревался в освобождении из тюрьмы арестованного бандеровца, причём вся полиция в селе находится под влиянием бандеровского движения; в Камень-Каширском 3 украинских шуцмана с оружием с оружием дезертировали, чтобы принять участие в создании украинских националистических групп[16].
- 19 августа — операция соединённой группой бригад УПА-ПС на узловом железнодорожном пункте Шепетовка. В ходе налёта бульбовцы захватили четыре эшелона с продовольствием и, кроме того, освободили из двух эшелонов население, угоняемое на работу в Германию[17]. О схожей операции уже бандеровской УПА сообщается в немецких отчётах с июня 1943 года. Речь идёт про «украинскую банду», которая захватила хорошо защищённые военные продовольственные склады в Шепетовке[18].
- 25 августа — двое оуновцев сбежали из тюрьмы в поселке Знаменка на Николаевщине. Вместе с ними сбежали двое охранников-украинцев[19].
- 17-18 сентября — на хуторе в лесу возле сел Бельчаки-Глушков состоялись 6-часовые переговоры между комиссаром разведывательно-диверсионного отряда НКГБ СССР «Победители» Александром Лукиным и командиром Полесской сечи Тарасом Боровцем (Бульбой). Стороны обсуждали совместные действия против немцев, однако договорились лишь о нейтралитете, поскольку перейти к активным боевым действиям против немцев Боровец отказался, сообщив, что ему необходимо «скоординировать свои действия с центром»[20].
- 17 октября — сотрудникам СД удалось обнаружить в Харькове подпольную типографию ОУН-Б. В ходе штурма здания произошла жестокая перестрелка, закончившаяся арестом 11 бандеровцев. Изъято много пропагандистских материалов и 14 ящиков с матрицами[21].
- 23 октября — согласно донесению начальника полиции и СД: в последнее время бандеровцы все больше переходят в активную борьбу. Уже в мае установлено, что бандеровцы приступили к серьёзной организации партизанских отрядов в западной части Украины. В июле 1942 г. в окрестностях Каменец-Подольского подтверждено существование партизанской группы, в которой состояли бандеровцы и коммунисты. В пропаганде ОУН-Б исчезают все большее призывы к борьбе с большевиками, а только призывают к борьбе с нацистами. Бандеровцы считают сближение с большевиками нужным, в частности, после сближения Англии и США к СССР. Это указывает, что бандеровское движение открыло информационный фронт против Германии и далее будет пытаться постичь независимость Украины с помощью вооружённой борьбы; Мельниковцы теперь тоже стали активнее. Их письменная пропаганда очень активна и превосходит даже бандеровскую; Подтверждён нейтралитет между УПА-ПС Тараса Боровца и партизанским отрядом "Победители" Дмитрия Медведева[22].
- ?? октября — в Львове состоялась «Первая войсковая конференция ОУН(б)», на которой основным вопросом стало создание украинских вооружённых формирований и ведения будущих боевых действий. Для проработки вопросов, связанных с созданием будущей украинской армии, была создана специальная комиссия. В результате был подготовлен план создания украинской армии и разработаны «требования военного командования ОУН». В планах не исключалась массовая мобилизация сотен тысяч украинцев[23] и борьба против всех врагов одновременно, в том числе СССР, Польши и стран Оси. Комиссия также размышляла над тем, как в случае вспышки восстания следует обращаться с этническими нацменьшинствами[24][25][26].
- 5 ноября — во Львове подпольщики ОУН разбрасывают листовки, написанные на польском языке, с призывом к восстанию против немцев. Также ранее проводят ряд нападений на немецкие магазины и товарные склады, притворяясь поляками и разбрасывая антигерманские польскоязычные листовки[27].
- 7 ноября — двое военнослужащих 201-го батальона охранной полиции — Василий Сидор-«Шелест» и Юлиан Ковальский-«Гарпун» во время отпускной поездки в Киев, выследили и ликвидировали двух членов айнзацкоманды СД за аресты членов ОУН и убийство Дмитрия Мирона-«Орлика»[28][29].
- 11 ноября — в связи с разбросанными 5 ноября во Львове провокационными листовками, в утренние часы немцы арестовывают около 70 поляков, в том числе 15 врачей. У некоторых из них возникает мнение, что проскрипционные списки подали немцам украинцы. В ответ на это контрразведка Армии Крайовой начинает составлять список тысячи потенциальных заложников из лиц украинской национальности[30], а во второй половине ноября из Германии во Львов будет отправлена группа ответственных работников Гестапо для розыска и арестов членов высших структур ОУН (б)[31].
- 13 ноября — согласно донесению начальника полиции и СД: в Белой Церкви арестовано 4 человека, в том числе один учитель, за пропаганду в пользу ОУН-Б. В Луцке при попытке к бегству застрелен один бандеровец. В Херсоне арестован один сторонник Бандеры по подозрению в краже 6 тыс. рейхсмарок. В Николаеве захвачены пропагандистские материалы ОУН-Бандеры[21].
- 20 ноября — согласно донесению начальника полиции и СД в октябре-ноябре 1942 г. гестапо провело многочисленные аресты бандеровцев в Германии. Только в ноябре 210 человек были арестованы в Берлине, Лейпциге, Ганновере, Гамбурге и Потсдаме. В руки гестапо попал и полевой проводник ОУН-Б в Германии, Василий Безхлебник. В Берлине сотрудники полиции безопасности также арестовали 4 курьеров ОУН из Галиции. Один из них на допросе рассказал что центр движения «группы Бандеры» должен находиться во Львове или его окрестностях. Позже туда была отправлена группа ответственных работников Гестапо для розыска и арестов членов высших структур ОУН (б)[32][33][34].
- 21 ноября — засада гестапо на конспиративной квартире во Львове (арест руководителя отдела курьеров Главного Провода Владимира Лобая и 5 курьеров). На квартире Лобая во Львове член Провода Дмитрий Майивский-«Косарь» в перестрелке при попытке ареста убил сотрудника РСХА из Берлина — штурмбаннфюрера СС Герхарда Шарфа, ранил сотрудника СД из Брауншвейга и сам дважды раненный сумел уйти[35][36].
- 23 ноября — в селе Моквин состоялись переговоры между Тарасом Боровцом и представителем штаба УПА-ПС полковника Петра Смородского с одной стороны и шефом политического отдела СД Йоргенсом в округе "Волынь-Подолье" и шефом полиции безопасности доктором Карлом Пютцем с другой, немцы благодарили Боровца за помощь, оказанную им при взятии Олевска в 1941 году, предложили преобразовать Полесскую сечь в полицию (с сохранением за командирами командных постов), а также рекомендовали начать активные боевые действия против советских партизан. Боровец ставил условия для сотрудничества: освободить Степана Бандеру и других украинских националистических деятелей из концлагерей, и гарантирование независимости Украинского государства[37].
- 2-3 декабря — бульбовцы, одетые в униформу советских партизан, атаковали городок Тучин и вывезли оттуда часть имущества и типографию[38].
- 4 декабря — арест гестапо во Львове 18 членов Центрального Провода ОУН-Б, в том числе: Ярослава Старуха-«Синего», Дмитрия Грицая-«Перебейноса», Ивана Климова-«Легенды». Последний погибнет в этот же день в тюрьме от пыток[39].
- 5 декабря — в разведсводке УШПД отмечалось, что на территории белорусской Пинщины бульбовцы нападают на группы советских партизан, разоружают их и избивают, против немцев «устраивают отдельные засады», а также распространяют среди населения листовки с призывом: «Бий кацапа-москаля, гони його звідциля, він тобi не потрібен!»[40].
- 9 декабря — в донесении Павла Судоплатова Илье Илюшину сказано, что бандеровцы массово распространяют нелегальные листовки и газеты, где призывают украинцев к борьбе против СССР, Германии и всех иностранцев; в разных городах Западной Украины бандеровцы пытались организовать массовые демонстрации и протесты против немцев с требованием признания «самостийной Украины», которые жестко подавляются. Так 7 сентября 1942 г. с применением оружия были разогнаны протесты во Львове, в результате чего было 20 убитых и много раненых. В Ровно было схвачено и расстреляно около 40 протестующих. Репрессии были и в других городах[41].
- 23 декабря — согласно донесению начальника полиции и СД: в Николаевском районе арестовано 10 человек по подозрению в принадлежности к националистическому движению. В их числе находится директор школы и староста. В Харьковской области обнаружено много агитационных листовок ОУН-Б, призывающих к общей борьбе против немецких оккупантов. Там сообщалось о ликвидации отрядами УПА парашютного десанта советских партизан в районе села Рокитное на Волыни в начале ноября[42].